# Šmarata
Šmarata – wieś w Słowenii, w gminie Loška dolina. W 2018 roku liczyła 89 mieszkańców.